# Neodemócratas
Los Neodemócratas fueron un partido político prodemocracia y localista de Hong Kong, compuesto principalmente por antiguos miembros del Partido Democrático de los Nuevos Territorios del Este tras la propuesta de reforma constitucional de 2012. Ocuparon un escaño en el Consejo Legislativo hasta que Gary Fan perdió su reelección en las elecciones al Consejo Legislativo de 2016. Fan volvió a ganar el escaño en las 2018, pero perdió su escaño después de que un tribunal declarara que no había sido debidamente elegido. El partido también dominó 8 escaños en los Consejos de Distrito hasta su disolución el 26 de junio de 2021.

## Creación
Los neodemócratas se identificaron inicialmente como una agrupación dentro del Partido Demócrata, opuesta a su rechazo al Referéndum de las Cinco Circunscripciones y a las concesiones hacia Pekín que el partido ofrecía en el periodo previo a la votación del LegCo sobre dichas propuestas. Su objetivo era, así, "reparar la dañada relación entre el Partido Democrático y sus aliados pandemócratas".
Dado que los neodemócratas se consideraban como los legítimos sucesores del partido Demócratas Unidos de Hong Kong, el antecesor del Partido Democrático del que se escindieron, eligieron fundar el grupo en un aniversario tanto de la disolución de DUHK como de la fundación del Partido Democrático. Así, el 19 de diciembre de 2010, treinta miembros, incluidos siete concejales del distrito de Nuevos Territorios Este dimitieron del Partido Democrático para crear formalmente el nuevo grupo.  Entre los dimisionarios se encontraban el exvicepresidente del partido Chan King-ming y al menos otros cinco miembros fundadores, que representan en conjunto alrededor del diez por ciento de los concejales de distrito del Partido Democrático y algo menos del cinco por ciento de sus afiliados. Entre los miembros del grupo se encuentran Gary Fan, Leung Li y Cheung Kwok-keung, y el exvicepresidente del Partido Demócrata Chan King-ming. La dirección de los neodemócratas se compone de cuatro componentes, que cumplen mandatos de seis meses.

## Inmigración y localismo
Los neodemócratas han pedido que el Gobierno recupere los derechos de aprobación de los permisos de entrada y salida, actualmente en manos de las autoridades chinas, y que reduzca la cuota de dichos permisos para los solicitantes que no estén bajo la categoría de reagrupación familiar. También se han referido a los inmigrantes de China continental y a la cuota de 150 permisos diarios como "la raíz del problema de la vivienda".
En septiembre de 2013, Gary Fan copatrocinó un controvertido anuncio en el que se afirmaba que limitar la inmigración ayudaría a los habitantes de Hong Kong a solucionar el problema de la vivienda, al tiempo que rechazaba las afirmaciones de parcialidad o discriminación contra los continentales, a pesar de pesar sobre el una condena de la Comisión de Igualdad de Oportunidades. Fan presentó más tarde una moción sobre la adhesión a la necesidad de "poner a la gente de Hong Kong en primer lugar" en la formulación de políticas, pero la moción fue finalmente derrotada con oposición tanto del campo pro-Pekín como del pan-demócrata.

## Política electoral
En las elecciones a los Consejos de Distrito de 2015, los neodemócratas lograron la victoria de 15 de sus 16 candidatos, subiendo su representación desde los 7 escaños que ostentaban, y convirtiéndose en uno de los partidos prodemocracia más exitosos. Así, Frankie Lam, Consejero del Distrito de Sai Kung, regresó al partido en abril de 2016, tras haberlo abandonado cuando este se escindió del Partido Demócrata.
En las elecciones al Consejo Legislativo de 2016, los neodemócratas planearon inicialmente presentar candidatos en Kowloon Este y Nuevos Territorios Oeste, así como buscar la reelección en su escaño titular de Nuevos Territorios Este. Posteriormente, decidieron presentar dos listas en el "superescaño" de Nuevos Territorios Este, a pesar de la ruptura del grupo con el Partido Democrático debido a su oposición a la creación de los cinco "superescaños" en 2010. Kwan Wing-yip, candidato de los Neo Demócratas al Segundo Consejo de Distrito, se negó a unirse al plan de coordinación del bando pandemócrata iniciado por Benny Tai para evitar la división de los votos prodemocráticos, y abandonó su campaña un día antes de las elecciones debido a la presión para ayudar al bando pandemócrata a ganar tres escaños. Como resultado, la candidatura de Kwan sólo obtuvo el 1,24% de los votos y su único legislador, Gary Fan, perdió la reelección en Nuevos Territorios Este al obtener el 5,44% de los votos. 
Fan volvió al Consejo Legislativo en las elecciones parciales de 2018 en los Nuevos Territorios tras la inhabilitación del localista Baggio Leung de Youngspiration por la polémica sobre la toma de juramento en el Consejo Legislativo en marzo. Fue elegido con más de 180.000 votos, derrotando al candidato pro-Pekín Tang Ka-piu de la Federación de Sindicatos de Hong Kong y de la Alianza Democrática para la Mejora y el Progreso de Hong Kong. Luego fue destituido del Consejo Legislativo después de que el Tribunal de Apelación Final se negara a escuchar una apelación de un tribunal inferior que sostenía que no había sido debidamente elegido, ya que el Oficial de Escrutinio de la elección descalificó a otro candidato al que no se le dio la oportunidad de responder.

## Disolución
Los neodemócratas anunciaron su disolución el 26 de junio de 2021. El grupo dijo que Hong Kong había sufrido cambios drásticos en los dos últimos años y que el ambiente político era ahora mucho peor que antes, y la mayoría de sus consejeros de distrito acordaron disolver el partido. Los antiguos miembros del partido Gary Fan, Roy Tam y Ben Chung se encuentran entre las 47 figuras prodemocráticas acusadas de subversión por participar en las primarias del campo para las elecciones al Legco de 2020. Los tres están en prisión preventiva desde finales de febrero.

## Electoral performance

### Elecciones al Consejo Legislativo
| Elecciones | Número de votos | % del voto | Escaños | +/- | Posición |
| ---------- | --------------- | ---------- | ------- | --- | -------- |
| 2012       | 28,621          | 1.58       | 1/70    | 1   | 10th     |
| 2016       | 31,595          | 1.46       | 0/70    | 1   | -        |

### Elecciones a Consejo de Distrito
| Election | Número de votos | % del voto | Total de Consejeros | +/− |
| -------- | --------------- | ---------- | ------------------- | --- |
| 2011     | 25,437          | 2.15       | 8/412               | 8   |
| 2015     | 42,148          | 2.92       | 15/431              | 7   |
| 2019     | 87,923          | 3.00       | 19/452              | 4   |